# Tara Linke
Tara Linke (auch Marie-Sarah Linke oder Tara Marie Linke; * 1983 in Frankreich) ist eine deutsch-französische Schauspielerin.

## Leben
Tara Linke wurde 1983 in Frankreich geboren. Ihre Schauspielausbildung absolvierte sie von 2000 bis 2002 an der Internationalen Michael-Tschechow-Schule für Schauspielkunst (IMTS) in München sowie von 2004 bis 2005 am Lee Strasberg Theatre Institute in New York. Seit 2006 nahm sie Unterricht bei Susan Batson. Sie hatte Theaterauftritte in München, New York und Paris. 2018 gründete sie das Institute for Acting Mallorca (I.AM) auf der balearischen Insel. Grund hierfür waren ihre zu der Zeit wenig erfolgreichen Castings, sodass sie sich nach einer Alternative umsah. Die Idee beim I.AM ist es, Filmschaffende aus unterschiedlichen Ländern zu vernetzen und weiterzubilden.
Seit 2004 ist Tara Linke in Film und Fernsehen zu sehen. Sie ist Mutter eines Kinds.

## Filmografie
- 2004: Der Untergang
- 2004: Kammerflimmern
- 2005: Polizeiruf 110: Der scharlachrote Engel (Fernsehreihe)
- 2006–2017: SOKO Stuttgart (Fernsehserie)
- 2010: Glückliche Fügung
- 2012: Ein Sommer im Elsass (Fernsehfilm)
- 2012: SOKO Leipzig (Fernsehserie)
- 2016: Der Luther-Code (Fernsehserie)
- 2017: Katie Fforde (Fernsehreihe, Folge Bruderherz)
- 2019: Die Rosenheim-Cops (Fernsehserie)
- 2019: Notruf Hafenkante (Fernsehserie)
- 2019: Aktenzeichen XY … ungelöst
- 2020: Über die Grenze (Fernsehreihe, Folge Rausch der Sterne)
- 2022: Die Kreidelinie
- 2022: FBI: International (Fernsehserie)
- 2023: Balko 2022 (Fernsehserie)
- 2024: The Mallorca Files (Fernsehserie)
- 2025: Tatort: Vier Leben (Fernsehreihe)